# Javier Rodríguez Rodríguez
Javier Rodríguez Rodríguez, detto Javi (San Sebastián de la Gomera, 20 marzo 1989), è un giocatore di calcio a 5 spagnolo.

## Carriera
Di ruolo laterale, è cresciuto nel settore giovanile del Burela. Durante la militanza nel Lanzarote è entrato nel giro della Nazionale Under-21 di calcio a 5 della Spagna con cui ha preso parte al campionato europeo 2008.